# Fauvette grisette
Curruca communis
Espèce
Statut de conservation UICN

 LC  : Préoccupation mineure
La Fauvette grisette (Curruca communis) est une espèce de passereaux de la famille des Sylviidae.

## Description
La fauvette grisette est une fauvette de taille moyenne, avec une queue relativement longue. Elle est reconnaissable à sa gorge blanche au-dessus de sa poitrine rosâtre. Ses rémiges secondaires sont bordées de marron et de rouge. Ses pattes sont rose-brun et son œil cerclé d'une couleur pâle. Le mâle possède une tête et une nuque grise et un œil orange-brun, là où la femelle est plus terne avec un œil plus jaunâtre.

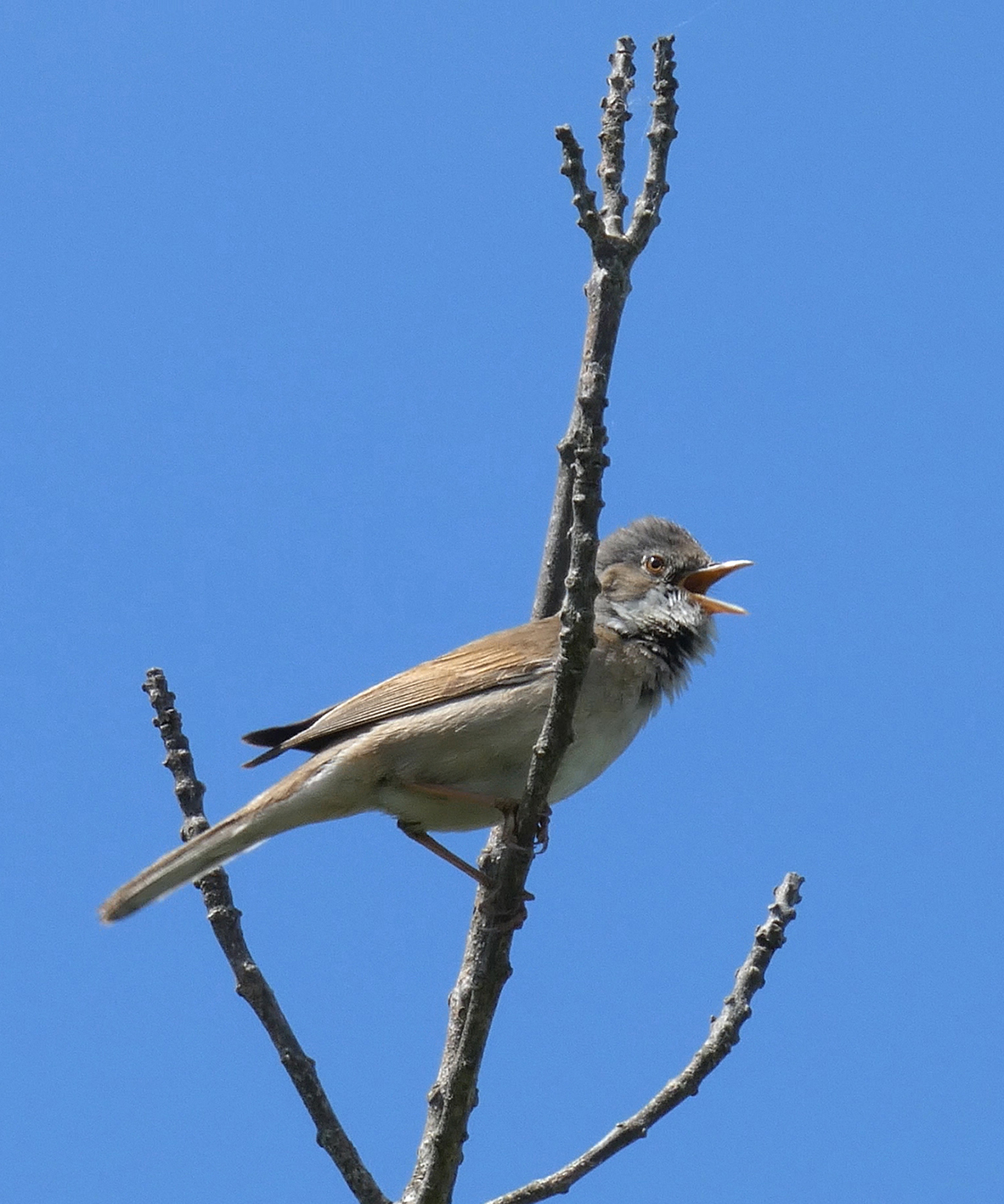
Chant nuptial.

### Chant et vocalisations
Le chant de la fauvette grisette est une phrase rapide et courte, assez râpeuse. Le chant typique est par exemple une succession de deux phrases séparées par une courte pause : la première brève (trois syllabes), la seconde légèrement plus longue (cinq syllabes) semblant préciser avec agacement la précédente. Le chant peut prendre une forme plus développée. La Fauvette grisette l'émet depuis un buisson ou un arbuste, ou encore en exécutant un vol en chandelle caractéristique au-dessus de son perchoir. Le cri est une suite de syllabes remontantes ouèt'-ouèt'-ouèt' nasales, plus ou moins répétées ; le cri d'alarme est un tchrrr...' appuyé et grave.

## Répartition et habitat

### Répartition

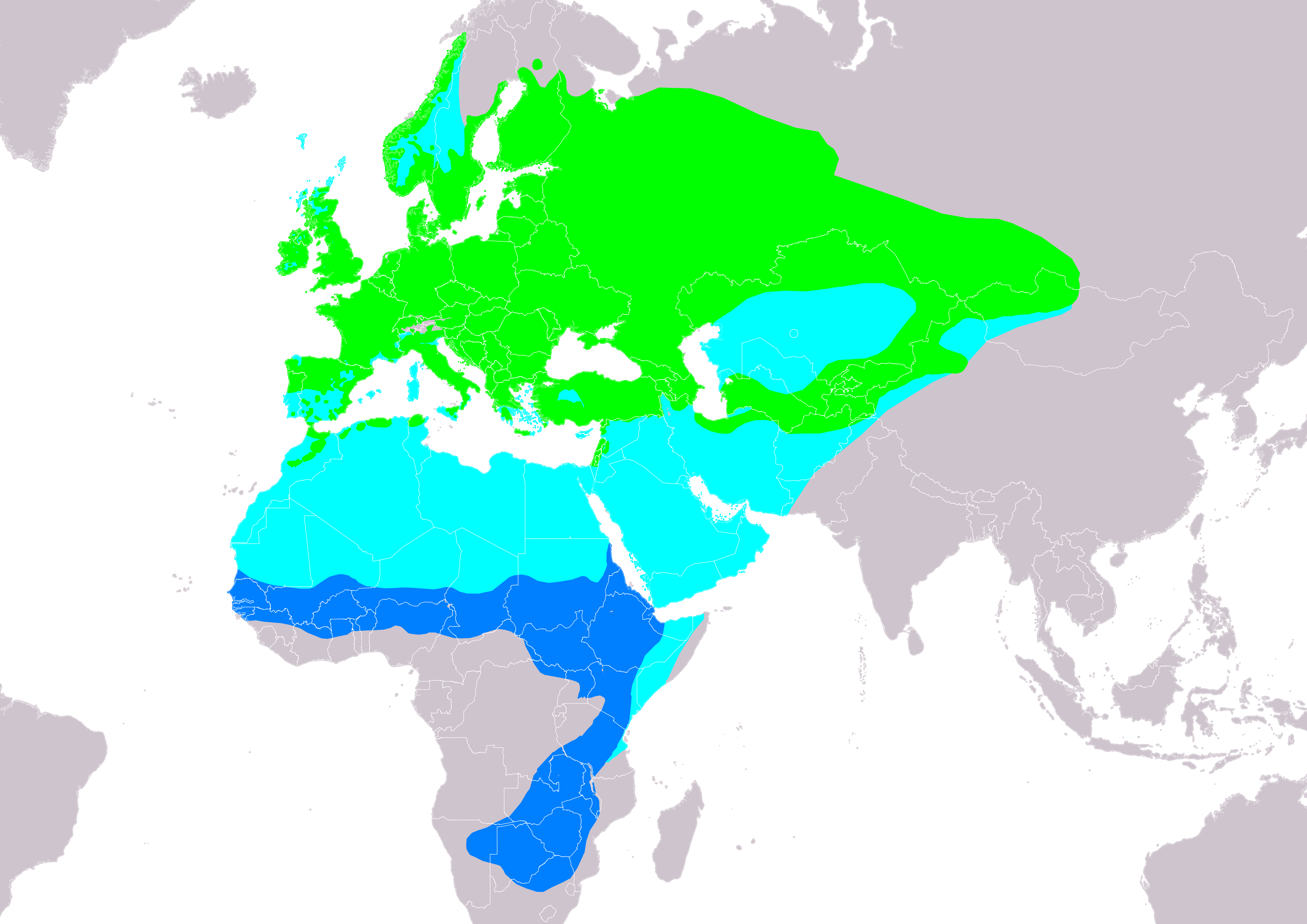
Zone de reproduction
Zone de migration
Zone d'hivernage

Cette espèce répandue est nicheuse dans toute l'Europe ainsi qu'en Asie centrale. On la retrouve jusqu'au nord-ouest de la Mongolie à l'est, au sud et sur les côtes de la Scandinavie au nord, et jusqu'à la Méditerranée et la Turquie au sud. On trouve également quelques populations au Maghreb et au Levant.

### Migration
Toutes les populations de fauvettes grisettes sont migratrices, passant l'hiver en Afrique subsaharienne. Une partie des populations effectue cette migration en deux temps, se déplaçant plus au sud avant de migrer vers l'Afrique.

### Habitat
La fauvette grisette fréquente les milieux ouverts, les lisières de bois ainsi que les cultures, pourvu qu'elle y trouve des haies pour nicher. Elle évite les forêts trop denses. On la trouve plutôt à basse altitude, bien qu'elle puisse atteindre les 2 000 m dans plusieurs zones.

## Écologie et comportement

### Alimentation
La fauvette grisette se nourrit d'invertébrés, majoritairement des insectes, incluant en particulier les scarabées, les hémiptères, les lépidoptères et les hyménoptères. Elle peut également consommer des fruits, notamment en automne avant sa migration.
Elle trouve principalement sa nourriture dans les buissons, mais capture parfois des insectes au vol ou au sol.

### Reproduction

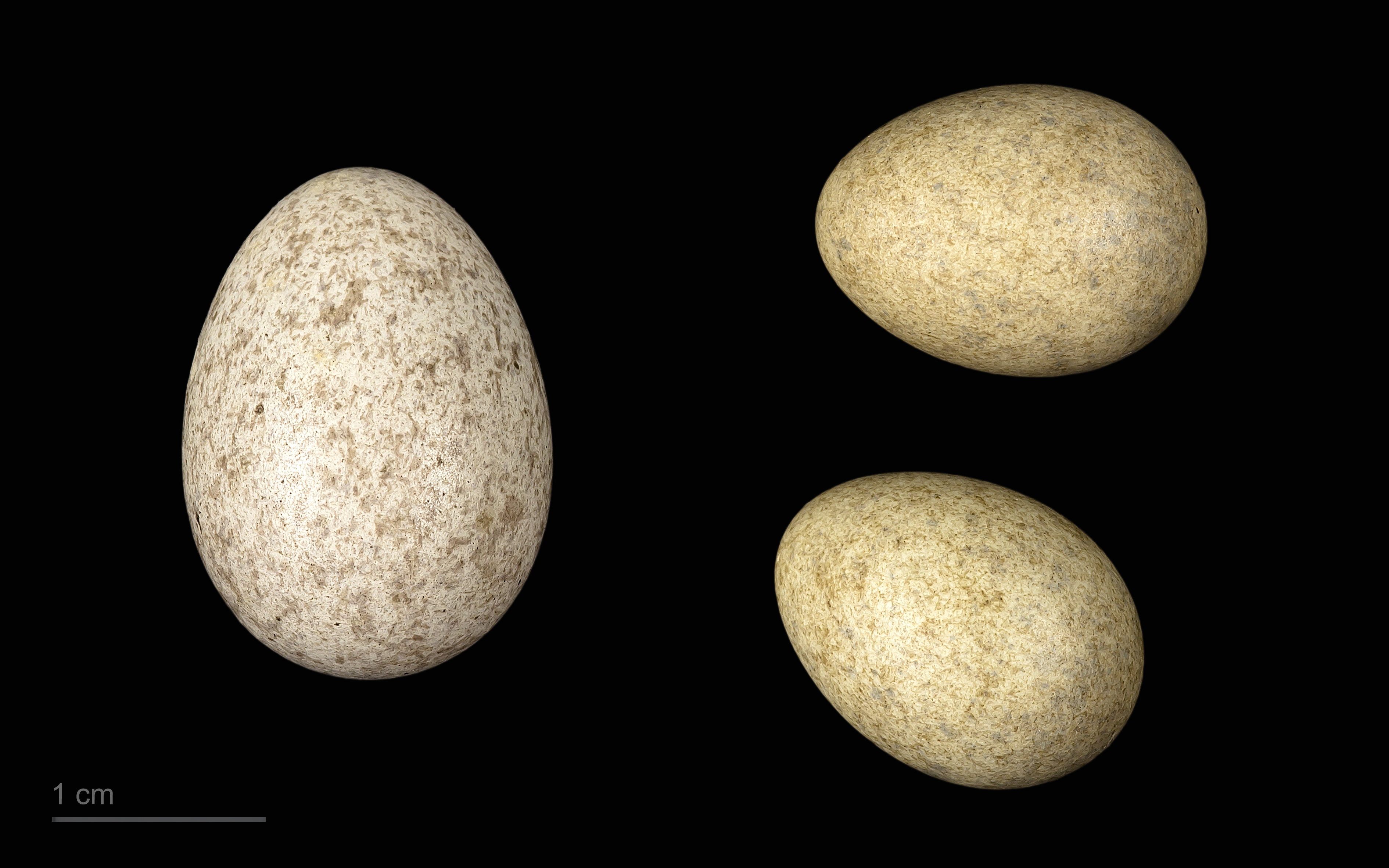
Œuf de Cuculus canorus canorus dans une couvée de Curruca communis - Muséum de Toulouse

La saison de la reproduction dure entre avril et juillet, avec généralement une nichée (occasionnellement deux). La fauvette grisette est plutôt monogame ; le mâle construit plusieurs nids et la femelle en choisit un pour le compléter (ou parfois en construit un nouveau). 
Le nid est un bol structuré en 3 couches fait d'herbes et d'autres matières végétales, ainsi que de soie d'araignée et de poils ; il se trouve à basse hauteur, souvent dans un buisson. Il est situé dans un endroit ouvert, permettant une fuite rapide si besoin. Il peut occasionnellement être construit dans un arbre.
La couvée comporte 4 ou 5 œufs, qui sont couvés par les deux parents entre 9 et 14 jours ; les jeunes sont ensuite nourris par les deux parents pour une période de 10 à 12 jours, après laquelle ils peuvent quitter le nid et devenir indépendants 15 à 20 jours plus tard.

### Prédation et parasitisme
La fauvette grisette est victime du parasitisme de couvée de la part du Coucou gris.
Ses prédateurs incluent le chat domestique, les renards et le chacal doré.

## Systématique
La fauvette grisette a été décrite par l'ornithologue John Latham en 1783, et lui a donné son nom latin Sylvia communis en 1787.
Elle faisait anciennement partie du genre Sylvia, mais a depuis été reclassée dans le genre Curruca après que celui-ci a été séparé de Sylvia.
Elle se répartit aujourd'hui quatre sous-espèces, :
- C. c. communis (Latham,1787) — sous-espèce nominale ouest de l'Europe et Afrique du Nord. C. c. cinerea, hoyeri et jordansi sont des synonymes ;
- C. c. volgensis (Domaniewski, 1915) — sous-espèce très proche de la nominale (parfois considérée comme confondue) — sud de la Russie et nord du Kazakhstan ;
- C. c. icterops (Ménétries, 1832) — du centre de l'Anatolie au Caucase, le Levant, Transcaucasie et Elbourz, hiverne en Afrique orientale ses ailes sont plus grises et sombres, avec une tête plus grise chez le mâle ; elle est un peu plus petite que la nominale ;
- C. c. rubicola (Stresemann, 1928) — montagnes d'Asie centrale, hiverne en Afrique australe ressemble beaucoup à C. c. icterops, en plus grand et légèrement plus gris. Son chant peut être un peu plus clair et dur que ceux d'Europe.

## La fauvette grisette et l'humain

### Conservation
La fauvette grisette est classée comme "préoccupation mineure" par l'UICN, en raison de sa large population (plus de 14 000 000 de couples en Europe).